# Neomochtherus rhogmopygus
Neomochtherus rhogmopygus är en tvåvingeart som beskrevs av Tsacas 1965. Neomochtherus rhogmopygus ingår i släktet Neomochtherus och familjen rovflugor. Inga underarter finns listade i Catalogue of Life.